# Lyrical Sympathy
Lyrical Sympathy är en EP av den japanska metalgruppen Versailles, utgivet den 31 oktober 2007.

## Låtförteckning
| Nr           | Titel                          | Text         | Musik        | Längd |
| ------------ | ------------------------------ | ------------ | ------------ | ----- |
| 1.           | Intro                          |              | Kamijo       | 1:10  |
| 2.           | The Love from a Dead Orchestra | Kamijo       | Kamijo       | 8:29  |
| 3.           | Shout & Bites                  | Kamijo       | Kamijo       | 3:59  |
| 4.           | Beast of Desire                | Kamijo       | Hizaki       | 4:26  |
| 5.           | Forbidden Gate                 | Kamijo       | Hizaki       | 4:39  |
| 6.           | The Red Carpet Day             | Kamijo       | Teru         | 4:24  |
| 7.           | Sympathia                      | Kamijo       | Hizaki       | 6:08  |
| Total längd: | Total längd:                   | Total längd: | Total längd: | 33:15 |